# Philippe Halsman
Philippe Halsman, Filip Halsman (ur. 2 maja 1906 w Rydze, zm. 25 czerwca 1979 w Nowym Jorku) – amerykańsko-rosyjski fotograf portretowy, modowy, fotoreporter, pisarz i nauczyciel żydowskiego pochodzenia, członek agencji Magnum Photos, uważany za prekursora fotografii surrealistycznej.
Od lat 30. do 70. XX wieku wykonał wiele portretów celebrytów, intelektualistów i polityków, które były wykorzystywane na okładkach i stronach magazynów m.in. „Look”, „Esquire”, „Saturday Evening Post”, „Paris Match” i „Life”. Jego twórczość była również wykorzystywana w reklamach i publicystykach np. zdjęć firmy kosmetycznej Elizabeth Arden, NBC, Simon & Schuster i rodziny firmy Ford. W 1958 w ankiecie przeprowadzonej przez miesięcznik „Popular Photography” Philippe Halsman został wybrany jako jeden z „najlepszych dziesięciu światowych fotografów” wraz z Irvingiem Pennem, Richardem Avedonem, Anselem Adamsem, Henri Cartier-Bressonem, Alfredem Eisenstaedtem, Ernstem Haasem, Yousufem Karshem, Gjonem Mili i Eugenem Smithem.

## Życiorys

### Młodość

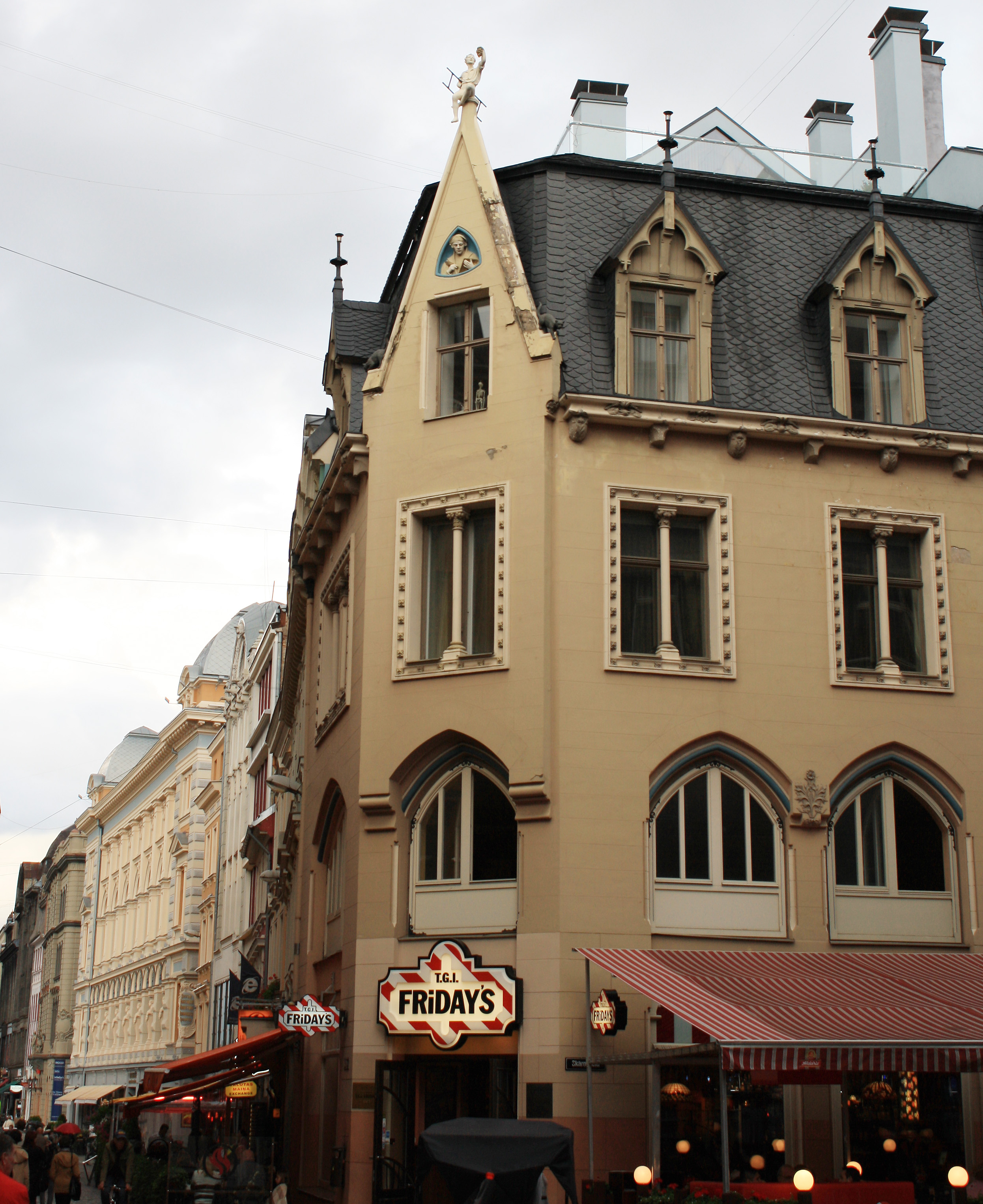
Kamienica, w której urodził się Halsman i jego siostra (2012). Została wybudowana w XVIII w., a w 1896 została przebudowana na styl eklektyczny przez architekta Wilhelma Bockslaffa

Halsman urodził się w ryskiej kamienicy na ul. Kaļķu iela 6 (pol. Ulica Wapienna 6), w której mieszkał do 1929. Był synem rosyjsko-żydowskiej pary Morducha (Maksa) Halsmana, stomatologa i Ity Grintuch (ur. 13 października 1874, zm. 1950), nauczycielki. Miał siostrę Lioubę (ur. 1910, zm. 1978). Zainteresowanie fotografią u Halsmana zrodziło się, kiedy jako piętnastolatek znalazł stary aparat ojca na strychu.
Będąc nastolatkiem, wiele podróżował z rodzicami, zwiedzając jedne z najważniejszych muzeów w Europie – inspirowały go w szczególności portrety.
Studiował na wydziale elektrotechniki na Uniwersytecie Technicznym w Dreźnie. Kilka lat później jego siostra zaczęła studiować sztukę w Paryżu, gdzie zawarła małżeństwo z Francuzem. Halsmanowi bardzo spodobało się miasto, więc zadecydował, że będzie kontynuował studia w tym mieście.

Fotografia wydawała mi się wciąż nieodkryta – była sztuką na samym początku swojego rozwoju.

Interesował się bardziej sztuką i literaturą niż wybranym kierunkiem. Jego ulubionymi pisarzami byli Lew Tołstoj, Fiodor Dostojewski, Aleksandr Kurpin, Nikołaj Gogol, Anton Czechow. Pragnął odmienić fotografię – chciał, żeby zdjęcia były realistyczne, mocne, proste i bardzo wyraziste. Zadecydował wtedy o porzuceniu studiów. Profesor matematyki, dowiedziawszy się o decyzji, powiedział: „Halsman, w kilka miesięcy możesz otrzymać stopień inżyniera, a ty chcesz zostać… fotografem!”.

### Zarzut

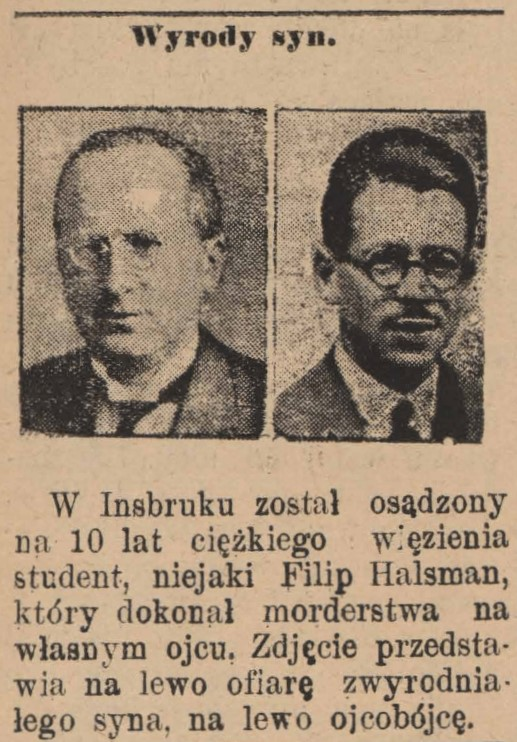
Informacja o wyroku 10 lat więzienia dla Halsmana w piśmie Gazeta Polska w Brazylji wydanego 17 lipca 1930. Po lewej stronie jest ojciec Halsmana, Morduch Halsman, po prawej Philippe Halsman

10 września 1928 22-letni Halsman został oskarżony o morderstwo swojego ojca, którego miał dokonać podczas pieszej wycieczki po austriackim Tyrolu, gdzie panowały antysemickie nastroje. Po rozprawie opartej na przypadkowych dowodach w Innsbrucku został skazany na dziesięć lat więzienia, później tę karę zmniejszono do czterech lat. Rodzina, przyjaciele i adwokaci pracowali nad jego zwolnieniem, otrzymując pełne wsparcie ważnych europejskich intelektualistów, od Sigmunda Freuda, Alberta Einsteina, Thomasa Manna, Jakoba Wassermanna i Paula Painlevé’a, którzy popierali jego niewinność. Ita i Liouba, matka i siostra, twierdziły, że Philippe od dłuższego czasu chorował przewlekle na gruźlicę, w związku z czym jego długotrwałe przebywanie w areszcie mogłoby znacznie pogorszyć stan jego zdrowia. Według opinii lekarza zatrudnionego w zakładzie karnym w Stein, w którym przebywał Philippe, nie potwierdzono u niego objawów gruźlicy. Zarzuty wobec Halsmana określane są często jako jeden z największych skandali sądowych w Austrii, nazywany „austriacką aferą Dreyfusa”.
Listy, które Halsman pisał w trakcie odsiadywania kary, zostały wydane w książce Briefe aus der Haft an eine Freundin (pol. Listy z więzienia do przyjaciółki) (1930). 1 października 1930 zwolniono go z odbywania kary na skutek aktu łaski prezydenta Austrii, Wilhelma Miklasa.
W okresie powojennym zainteresowanie naukowców i dziennikarzy na temat sprawy sądowej ożywało sporadycznie. Jednym z ważnych wydarzeń była inicjatywa austriackiego dziennikarza Hansa Haidera, który pochował głowę Morducha Halsmana w 1991. Głowa ojca Halsmana, która została odcięta jako dowód w procesie sądowym, leżała do tej pory na wydziale medycznym Uniwersytetu Leopolda i Franciszka w Innsbrucku. Pogrzeb spowodował krótkotrwałe zainteresowanie się mediów sprawą, a także wydanie wielu publikacji naukowych i publicystycznych o różnym stopniu dokładności. Sprawa zarzutu została także przedstawiona w dwóch książkach (The Jump Artist Austina Ratnera i Ojcobójca. Sprawa Filipa Halsmana Martina Pollacka) i w filmie Skok! (2008), w którym w Halsmana wcielił się Ben Silverstone.

### Sukcesy

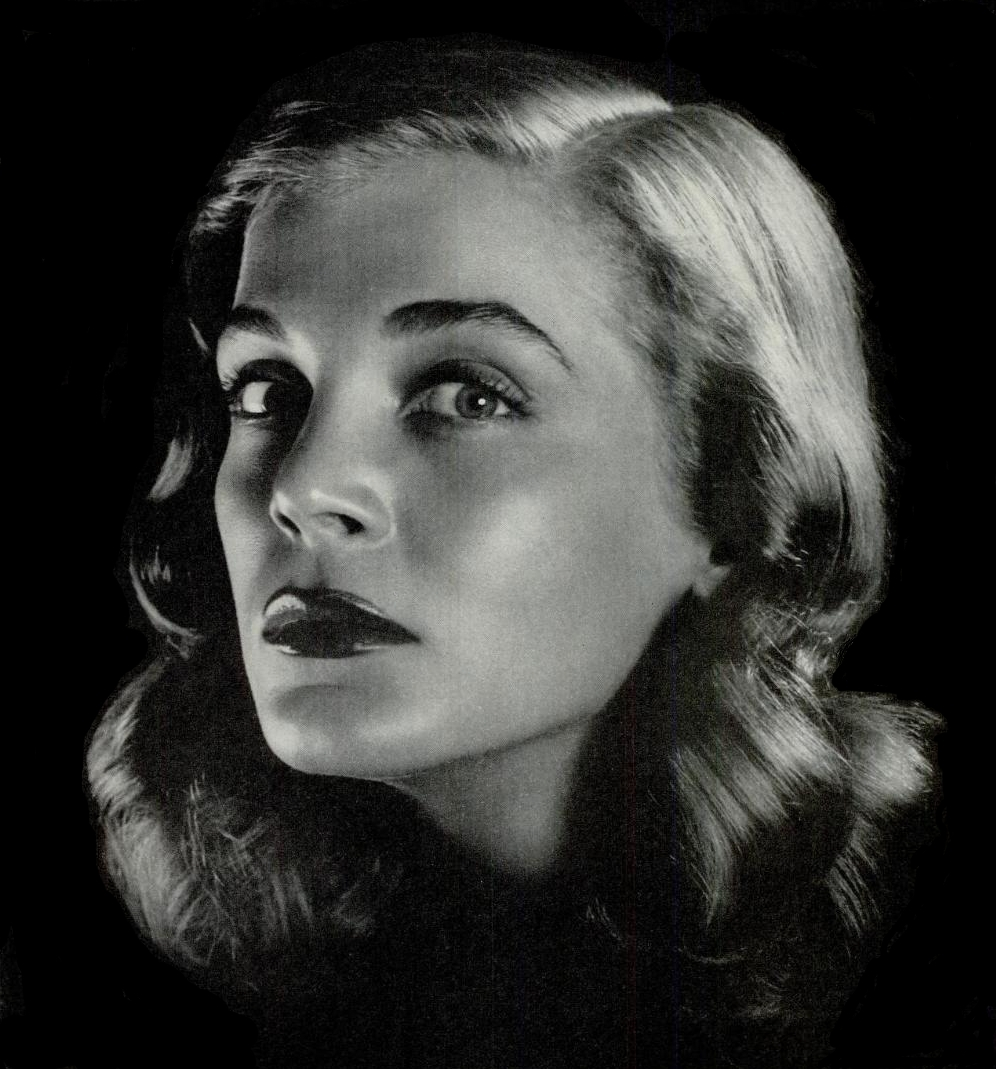
Portret Lizabeth Scott wykonany przez Halsmana dla czasopisma „Life” (30 lipca 1945). Fotografia została wykorzystana do reklamy filmu You Came Along (1945)

26 stycznia 1931 Halsman przyjechał do Francji do swojej siostry i matki, dzięki interwencji francuskiego ministra Paula Painlevé’a. Halsman zaprzyjaźnił się z jego synem, Jeanem Painlevém, filmowcem naukowym, który zaoferował mu pierwszą przenośną kamerę (9 × 12 Kodak) i wprowadził do lokalnego środowiska artystów. W 1932 w paryskiej dzielnicy Montparnasse (która w latach 30. XX wieku była artystycznym centrum Paryża) pod adresem 22 Rue Delambre otworzył studio fotograficzne, w którym sfotografował wielu znanych artystów i pisarzy – Andréa Gide’a, Marca Chagalla, Le Corbusiera i Andréa Malrauxa, używając innowacyjnej własnoręcznie zrobionej lustrzanki dwuobiektywowej. Zyskując sławę, Halsman otrzymał zaproszenia do współpracy z magazynami „Journal des Modes”, „Vogue”, „Harper’s Bazaar”, „Voilà”, „Le Monde Illustré”, „Vu” i „Visages du Monde and the daily Le Journal”. We francuskich gazetach pisano: „Philippe Halsman jest prawdopodobnie najlepszym portrecistą, jakiego mamy”. 15 stycznia 1935 został zarejestrowany we French Trade Registry jako „fotograf artystyczny”.
W 1936 jego prace zostały wystawione w ramach Exposition Internationale de la Photographie Contemporaine w Musée des Arts Décoratifs w Paryżu.
Krótko przed wybuchem II wojny światowej do Paryża przyjechał rosyjski balet Siergieja Diagilewa, w którym tańczyli Wacław Niżyński i Anna Pawłowa, Igor Strawiński komponował muzykę, scenografię zaś przygotowywali Pablo Picasso, Léon Bakst i Marc Chagall. Jean Cocteau, który pracował dla Diagilewa, spytał się go: „Co mogę dla Ciebie zrobić?”, na co on odpowiedział: „Etonne-moi!” (pol. Zadziw mnie!). Halsman, który usłyszał te słowa, będąc blisko bohemy, zrobił z nich motto swojej twórczości.
Kiedy rozpoczęła się inwazja niemiecka na Francję, Halsman przeniósł się do Marsylii. Jego żona, córka, siostra i brat, którzy mieli francuskie paszporty, wyemigrowali do USA, jedynie Philippe nie mógł zdobyć wizy z uwagi na swoje łotewskie obywatelstwo. Dzięki interwencji Alberta Einsteina (który spotkał jego siostrę w latach 20. XX wieku) i Międzynarodowego Komitetu Ratunkowego uzyskał wizę do Stanów Zjednoczonych.
10 października 1940 dostał się do USA, po II wojnie światowej zmienił swoje imię i nazwisko na Philippe Halsman (wcześniej: Filips Halsmans). Zdobył pracę dzięki firmie kosmetycznej Elizabeth Arden, która użyła Halsmana do sfotografowania modelki Constance Ford (na tle flagi USA) w kampanii reklamowej szminki „Victory Red”, dzięki której otrzymał nagrodę Art Director’s Club Medal. Rok później, w 1942, znalazł pracę w czasopiśmie „Life”, fotografując projekty kapeluszy. Portret modelki w kapeluszu Lilly Daché był pierwszą jego fotografią, która trafiła na okładkę tego magazynu. W sumie jego fotografie znalazły się na 101 okładkach tego czasopisma – co jest niepokonanym rekordem.

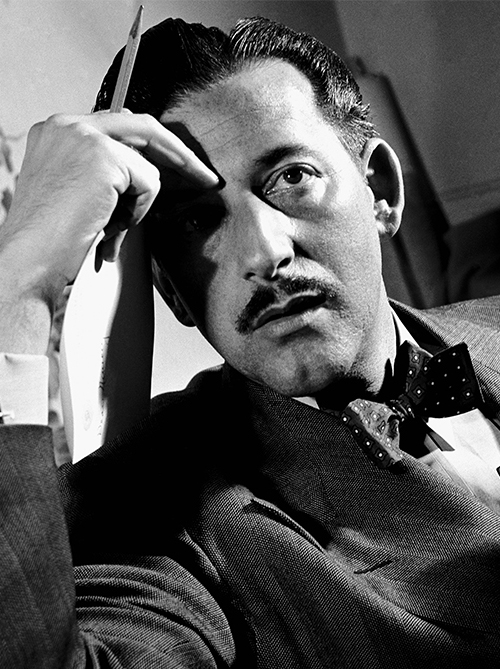
Portret Adriana, kostiumografa (1944)

28 lutego 1945 został wybrany prezesem American Society of Media Photographers, w którym to towarzystwie prowadził walkę o prawa twórcze i zawodowe. Dzięki swoim pracom zdobył później światową sławę i w 1951 został zaproszony przez właścicieli Magnum Photos o dołączenie do organizacji jako „członek wspierający”, dzięki czemu mogła ona rozpowszechnić jego prace poza Stanami Zjednoczonymi.
W 1948 otrzymał obywatelstwo amerykańskie.

### Współpraca z Dalim
W 1941 Halsman po raz pierwszy spotkał się ze Salvadorem Dalim w Julien Levy Gallery w Nowym Jorku, w którym malarz miał swój występ – współpraca trwała łącznie 37 lat. Pierwszą fotografię Dalego wykonał już w tym samym roku – przedstawiała go jako zarodek. Zdjęcie (które znajduje się w autobiografii Dalego Secret Life) ukazuje graficznie jego obsesję na punkcie wspomnień prenatalnych. W tym samym roku Halsman sfotografował pozującego Dalego z baletnicą przebraną w strój koguta (stworzonego przez Dalego) na dachu budynku, która później znalazła się w kategorii „Pictures of the Week” prasy Life. Ostatnie zdjęcie wykonano 17 kwietnia 1978.
Praca Dalí Atomicus (która jest najbardziej rozpoznawalną fotografią ze współpracy) z 1948 eksploruje ideę zawieszenia, przedstawiając trzy latające koty (początkowo Dalí był za pomysłem wysadzenia kaczki dynamitem), wiadro wylanej wody i Dalego w powietrzu. Tytuł fotografii jest nawiązaniem do obrazu Dalego Leda Atomica, który można zauważyć za kotami po prawej stronie zdjęcia. Dalí Atomicus był jednym z pierwszych przykładów praktyki Halsmana zwanej „jumpology” (dosł. pol. skokologia, skoczkologia). Miała ona na celu przedstawić prawdziwą duszę przedmiotów – głównie celebrytów i osoby publiczne, których fotograf prosił o wykonanie skoków po każdej sesji zdjęciowej.

Kiedy prosiłem kogoś o to, aby skakał, jego uwaga skupiała się na skoku i wtedy właśnie przestawał pozować, robiąc sztuczne miny. Dzięki temu na fotografii można było uchwycić jego osobowość.

Przy pracy Dalí Atomicus Halsman i jego asystenci (córka i żona) wykonali 28 prób, zanim uzyskali satysfakcjonujący rezultat. Finalna wersja fotografii Dalí Atomicus została wydana w magazynie „Life”. Czasopismo „Time” nazwało ją „zdjęciem, które odmieniło współczesny portret”.
W 1949 Halsman wykonał zdjęcie Popcorn Nude, które przedstawia Dalego unoszącego wysoko nogę w stronę ziaren popcornu i bagietek, eksplodujących wokół nagiej modelki.

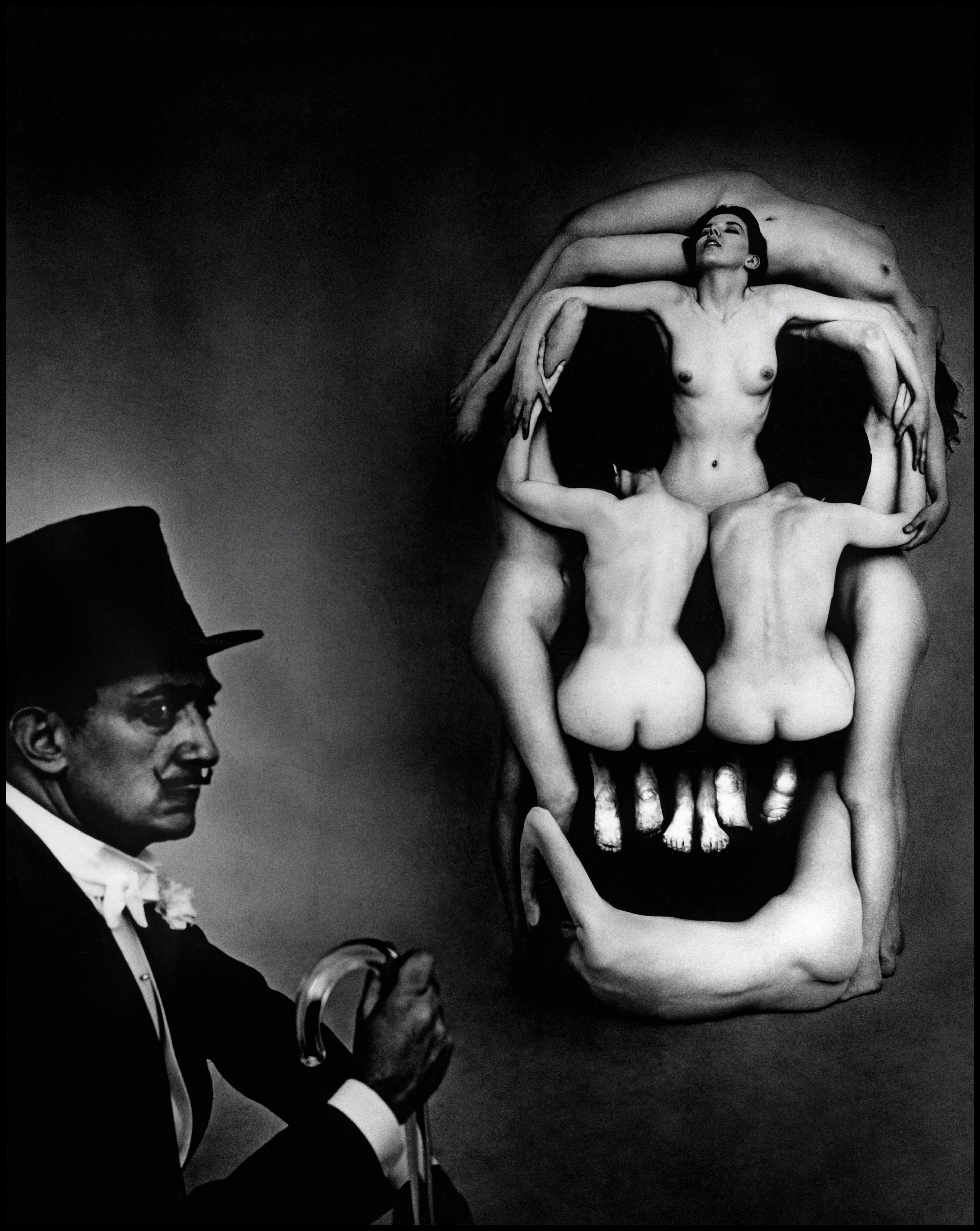
W Voluptas Mors (1951) niepewny Dalí, ubrany w strój konferansjera cyrkowego, stoi obok „ludzkiej” czaszki, zagadkowo spoglądając na widza

Kolejną fotografią był żywy obraz In Voluptas Mors (1951), zwany też Voluptuous Death (pol. Zmysłowa Śmierć), surrealistyczny portret przedstawiający Dalego obok dużej czaszki, która w rzeczywistości składa się z siedmiu nagich kobiet. Dokładne ustawienie kobiet według szkicu Dalego zajęło Halsmanowi trzy godziny. Na przestrzeni lat powstało wiele odwzorowań i aluzji do Voluptas Mors. Najpopularniejsze nawiązanie znajduje się na plakacie filmu Milczenie Owiec, natomiast rekonstrukcję fotografii można znaleźć na plakacie promocyjnym filmu Zejście. HuffPost określiło sesję zdjęciową za „jedną z najbardziej skandalicznych”.
W 1954 Halsman z Dalim wydali zbiór swojej współpracy w książce Dali’s Mustache, który zawiera 36 różnych ujęć na charakterystyczny wąs artysty – m.in. fotografie wąsa jako rogi byka, znak dolara, wskazówki zegara, przechodzącego przez ser szwajcarski, wykres dochodowy czy też związana ósemka . Na obwolutach znajduje się krótka biografia Halsmana . Książka składa się głównie z serii pytań – na następnej stronie od danego pytania znajduje się odpowiedź Dalego wraz z jednym zdjęciem fotografa , na przykład:
Dalí, jaki jest twój sekret na sukces?
Dostarczenie odpowiedniego miodu na odpowiednią muchę o odpowiednim czasie i miejscu.
Oprócz tego, na początku „wywiadu fotograficznego” znajdują się dwie dedykacje.
Dla Galí, która jest aniołem stróżem nie tylko mojego wąsa. – Salvador Dalí
Dla Yvonne, dla której codziennie się golę. – Philippe Halsman
W 1960 Halsman wraz z Dalim wydali film Chaos and Creation. Film został stworzony na kwietniowy Fifth Annual Convention on Visual Communications, która odbyła się w Waldorf Astoria w Nowym Jorku. Chaos and Creation, uważany za jeden z pierwszych filmów artystów, zawiera elementy dokumentalne, zaczynając od wykładu, a kończąc na stworzeniu dzieła sztuki. Nagranie pokazuje planowanie, tworzenie i wykonanie dzieła przez Salvadora Dalego, którego głównym motywem była tzw. metoda paranoikrytyczna (ang. Paranoiac-critical method).

### Dalsza kariera

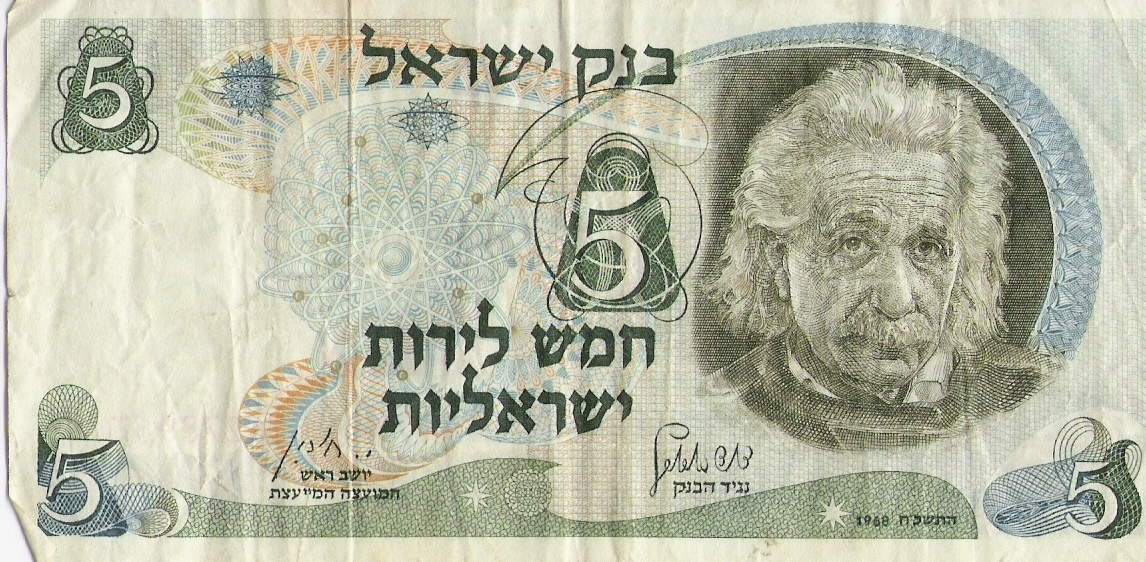
Banknot pięciu lir izraelskich, na którym wykorzystano fotografię Halsmana

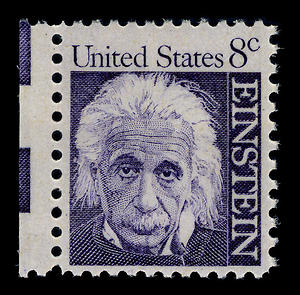
Einstein na znaczku pocztowym

W 1947 Halsman zrobił zdjęcie smutnemu Albertowi Einsteinowi, które stało się jedną z najpopularniejszych fotografii XX wieku. W trakcie sesji zdjęciowej Einstein opowiadał o swojej formule E = mc² i liście skierowanym do prezydenta Franklina Roosevelta, który umożliwił stworzenie bomby nuklearnej dzięki jego naukowym badaniom, przez co bezcelowo zginęło wiele istnień ludzkich. Fotografia w 1966 została wykorzystana w USA na znaczku pocztowym, a później w 1999 posłużyła jako okładka czasopisma „Time”, które nazwało Einsteina „Człowiekiem Stulecia”.
W 1951 Halsman został upoważniony przez NBC do sfotografowania wielu popularnych swego czasu komików jak Milton Berle, Red Skelton, Groucho Marx i duet Dean Martin i Jerry Lewis, co zainspirowało go do późniejszego wydania książki. W tym też roku przyjechał po raz pierwszy do Europy – wykonał fotografie Marca Chagalla, Winstona Churchilla, Henriego Matisse’a, Jeana-Paula Sartre’a, Brigitte Bardot, Anny Magnani i wielu innych.
W 1952 został wysłany przez pismo Life do sfotografowania Marilyn Monroe w jej apartamencie. Jedno ze zdjęć wykonanych w tym samym roku (przedstawiające Monroe stojącą w rogu pomieszczenia; również wykonał fotografie m.in. w trakcie wykonywania ćwiczeń) zostało wykorzystane w wydaniu z 7 kwietnia 1952. Oprócz tego, fotografia była wiele razy reprodukowana do późniejszych wydań czasopism „Life”, „Life en Español”, „Time” i „People” w latach 1964–1982.

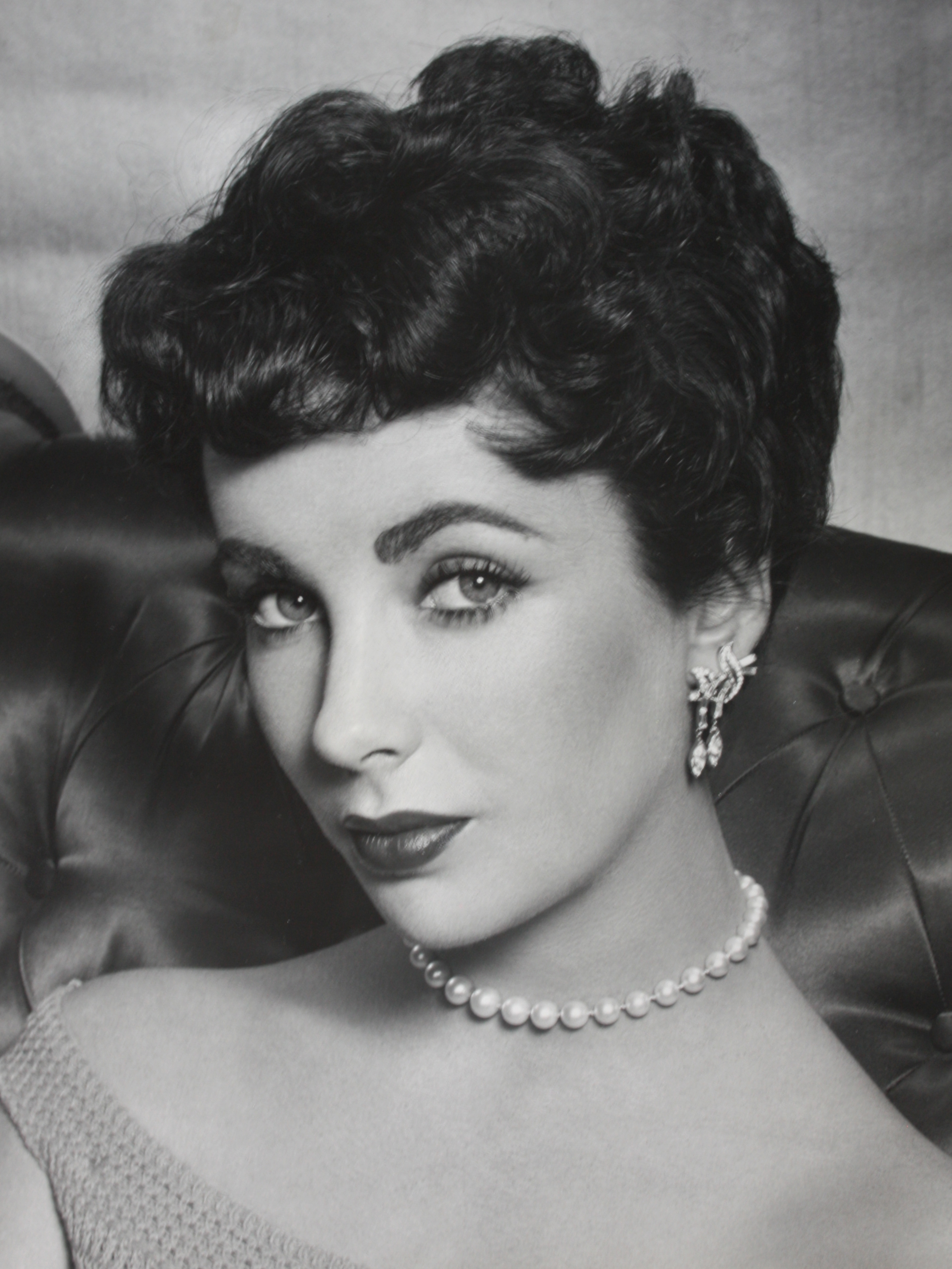
Portret Elizabeth Taylor (1952)

W 1953 Halsman został upoważniony przez Ford Motor Company, aby sfotografować rodzinę Fordów na 50. rocznicę firmy. Zdjęcia zostały wykorzystane pismach Life, The Saturday Evening Post i Look.
W trakcie kręcenia filmu Wojna i Pokój, w rzymskim studiu Cinecittà, Audrey Hepburn i jej mąż Mel Ferrer wynajęli różową chatę na obrzeżach Rzymu, ze zwierzyńcem. Na terenach posiadłości Halsman wykonał serię zdjęć zatytułowaną: An Idyl for Audrey: In Italy She relaxes down on a plush farm (pol. Sielanka dla Audrey: We Włoszech relaksuje się na pluszowej farmie). Jedna z nich (wykonana 18 lipca 1955) posłużyła dla czasopisma „Life”, która dla fotografa była 75. okładką.
W 1958 został nominowany do „World’s Ten Greatest Photographers”, światowej ankiety prowadzonej przez czasopismo „Popular Photography”.
W latach 1958–1959 Halsman fotografował czołowych pisarzy, filozofów i naukowców, którzy publikowali artykuły dla serii książek Adventures of the Mind prasy Saturday Evening Post.

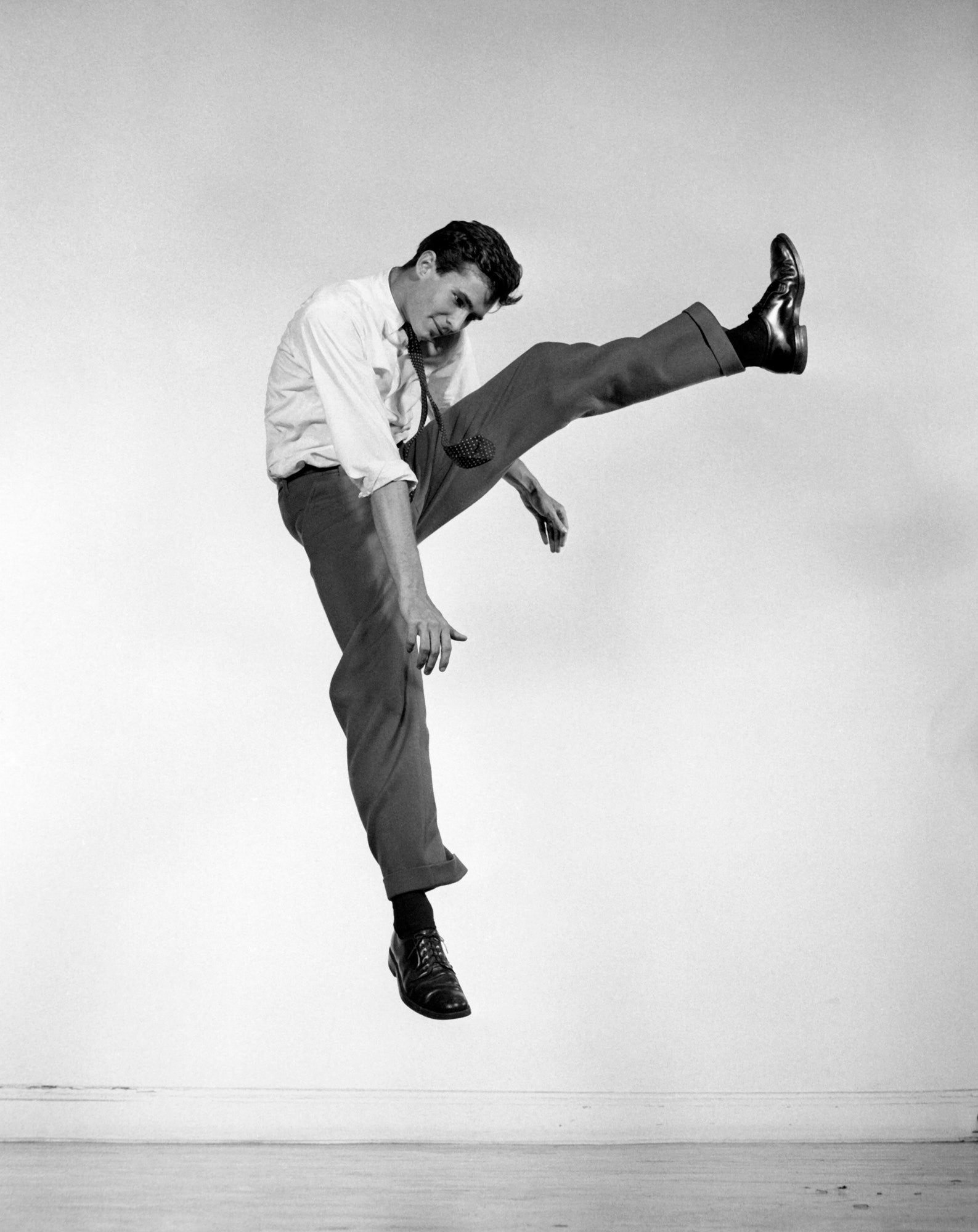
Anthony Perkins uchwycony w skoku (1958)

W 1959 wydał książkę Jump Book, w której ironicznie omówił „skokologię” i zawarł ok. 200 fotografii skaczących gwiazd filmowych, polityków, władców królewskich, artystów i pisarzy. W tym też roku wystąpił w programie telewizyjnym Person to Person stacji CBS. Wywiad został przeprowadzony w apartamencie Halsmana (ze studiem), znajdującym się na ulicy West Sixty-seventh Street.
W 1960 czasopismo „Life” wysłało Halsmana do Rosji, aby ten sfotografował rosyjskich artystów, pisarzy, tancerzy i polityków.
W swojej książce, wydanej w 1961 roku: Halsman on the Creation of Photographic Idea sformułował 6 reguł, których stosowanie miało prowadzić do spektakularnych efektów zdjęciowych. Książka wzbudziła ożywioną dyskusję w środowisku fotografów. W tym samym roku Halsman wraz z Irvingiem Pennem, Richardem Avedonem, Alfredem Eisenstaedtem i z sześcioma innymi fotografami założyli Famous Photographers School, w której uczniowie mogli uczyć się fotografii od najpopularniejszych fotografów. Również w 1961 dokumentował wywiad, trwający tydzień, Alfreda Hitchcocka z Françoisem Truffautem w Los Angeles, wydany później w książce Hitchcock/Truffaut.

### Portrety Hitchcocka
Halsman współpracował również z Hitchcockiem. Zgłosił się do niego agent reklamowy Hitchocka, który zlecił mu, aby przez dziesięć dni fotografować wszystko, co będzie wydawało się interesujące w trakcie nagrywania filmu Ptaki. W 1962 wykonał pierwszy portret Hitchcocka w celu promocji filmu. Później czasopismo „Life” użyło jednego ze zdjęć na okładkę, dwóch na stronach wewnątrz magazynu; czasopismo „Look” wykorzystało jedną fotografię na okładkę, natomiast pięć innych na strony wewnętrzne magazynu.

Nigdy nie pracowałem dla francuskiego oddziału Vogue, odkąd przybyłem do Ameryki, więc spytałem ze zdziwieniem: „Czemu mnie wybraliście?”, na co dostałem odpowiedź: „To Hitchcock zażądał, abyś go sfotografował”.

Halsman, fotografując Hitchcocka przez wiele lat w jego domu i na planie, tworzył portrety makabrycznej wizji reżysera, z pewną dozą humoru – w 1974 fotograf wykonał zdjęcie żony Hitchcocka, Almy, otwierającej drzwi od lodówki, w której znajdowała się sztuczna głowa męża, bądź też wykonał fotografię aktorce Tippi Hedren, która zapala papierosa dzięki krukowi.

### Fotografie Nabokova
Halsman wykonał pierwsze fotografie portretowe Vladimira Nabokova w 1966 w Montreux w Szwajcarii. Pisarzowi tak bardzo spodobały się zdjęcia, że użył ich we wszystkich swoich obwolutach – portret Halsmana można znaleźć na tylnej stronie książki Król, dama, walet w wydaniu z 1968, w której twarz Nabokova jest przedstawiania w pełnym kadrze, połowę zakrywa cień, czytelnie widać pół uśmiechu, oczy są w pełni otwarte i lekko spoglądają obok aparatu.

Nabokov uznał portrety Halsmana za najlepsze, jakie kiedykolwiek mu zrobiono.

W 1966 Halsman wykonał kilka fotografii dla pisma The Saturday Evening Post i w 1968 powrócił wykonać kolejną sesję zdjęciową. Prace zawierały nawiązania do cech i zainteresowań charakterystycznych dla Nabokova: lepidopterologii, tweedu, autora zastanawiającego się nad tekstem, Webster’s Dictionary i szachów.

### Schyłek kariery

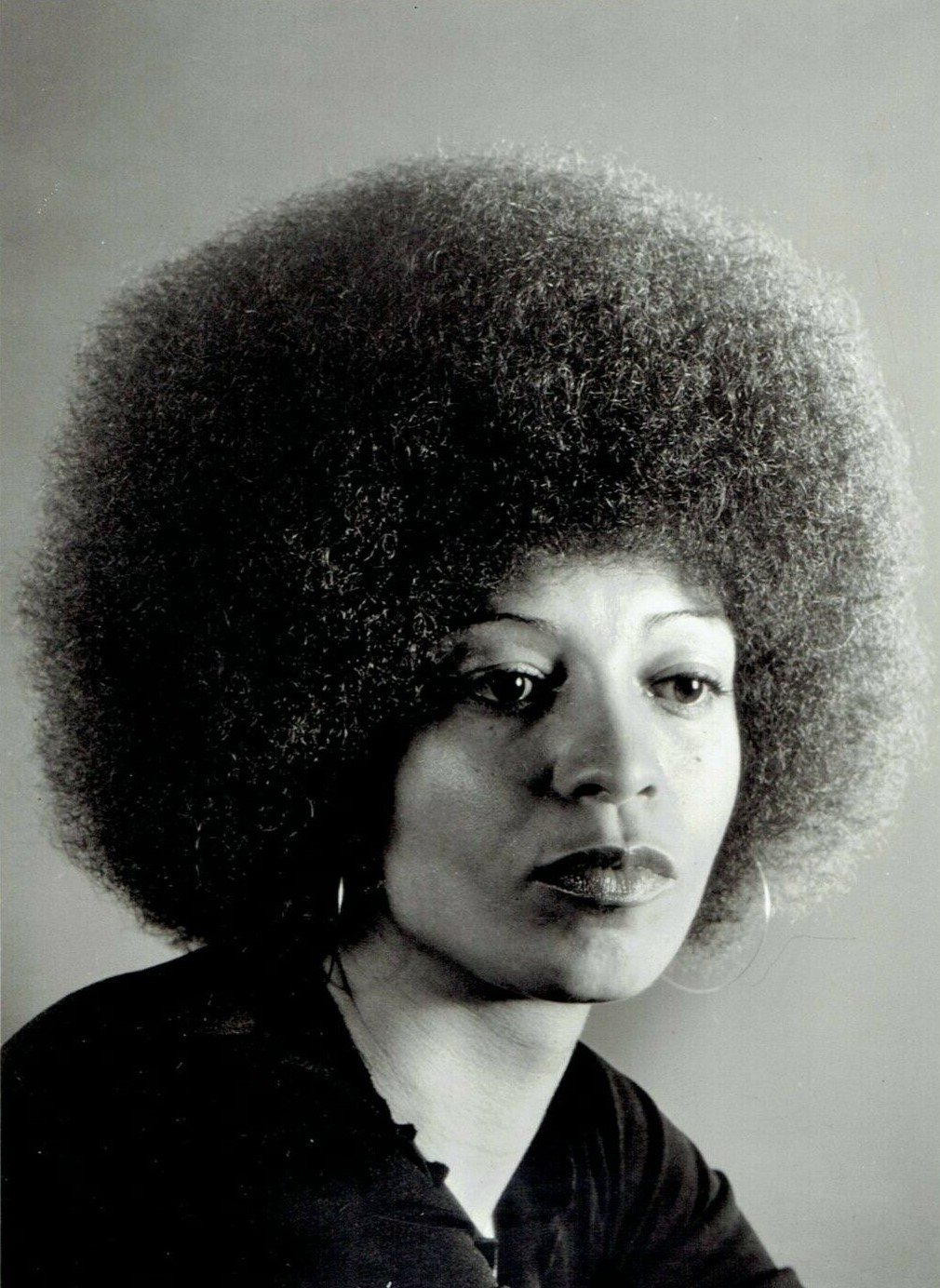
Angela Davis (1973)

W 1970 Halsman wykonał swoją 101. fotografię na okładkę czasopisma „Life”. Znajdował się na niej Johnny Carson.
Od 1971 do 1976 nauczał „portretowania psychologicznego” na uniwersytecie The New School w Nowym Jorku. Klasa znajdowała się w budynku na ulicy West Sixty-seventh Street.
W 1973 wykonał fotografię Angeli Davis – amerykańskiej aktywistki, która użyła zdjęcia na okładkę swojej autobiografii. Do zdjęcia dołączono cytat Davis: „Musisz działać, jeśli masz szansę radykalnie zmienić świat. I nie możesz o tym zapomnieć”. Oprócz tego, fotografię wykorzystano na okładkę czasopisma „Time”.
W 1976 Halsman, z powodu pogarszającego się stanu zdrowia, sprzedał swój zbiór kolekcjonerowi George’owi Rinhartowi (który rodzina odkupiła od niego w 1987).
8 listopada 1978 została odsłonięta wystawa ze współpracy Halsmana z Dalim w Salvador Dalí Museum w Beachwood.
W 1979 został zaproszony przez Cornella Capę, założyciela muzeum International Center of Photography w Nowym Jorku, aby zorganizować wystawę całej twórczości Halsmana, która była też wystawiana w innych krajach przez osiem lat. Zmarł 25 czerwca 1979.

## Aparaty
Używał aparatów Rolleiflexa (TLR) lub Hasselblada (500 series), a także własnoręcznie zrobionych, które sprzedawał lokalnie. Stworzył własny format 4 × 5 cali lustrzanki dwuobiektywowej (produkowany przez Fairchild Corporation), który był zdecydowanie większy, niż oferowały sklepy (format 2¼ na 2¼ był standardem), dzięki czemu negatywy były w lepszej jakości, a układ lustra, jego odbicie i ułożenie wizjera było skonstruowane do rejestrowania ruchu na zdjęciach – była to główna cecha stylu fotograficznego Halsmana.

## Życie prywatne
1 kwietnia 1937 Halsman ożenił się z fotografką Yvonną Moser. Był z nią aż do śmierci. Miał dwie córki: Irene (ur. 1939 w Paryżu) i Jane (ur. 1941 w Nowym Jorku).

## Dziedzictwo

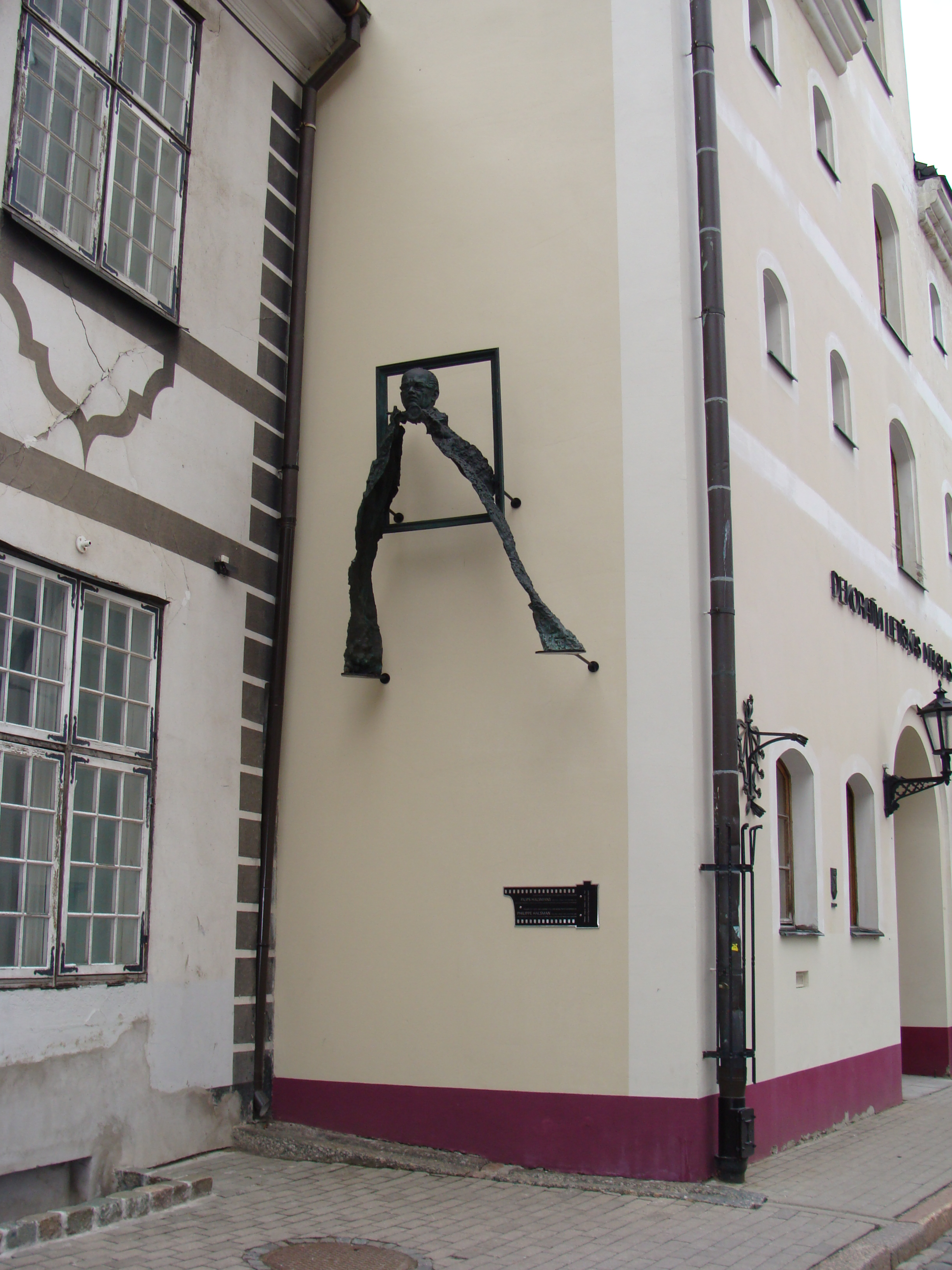
Tablicę pamiątkową (stworzoną przez Gregory’ego Potockiego) odsłonięto w 2006, w setną rocznicę urodzin Halsmana. Była z początku na ścianie Rady Miejskiej Rygi, ale później została ona przeniesiona przed dom, w którym fotograf spędził swoje dzieciństwo. To zdjęcie przedstawia tablicę na ścianie budynku rady miejskiej (2012)

Jego twórczość odmieniła fotografię. Jak pisano w The New York Times: „Halsman podkreślił wyrazistość zdjęć, dokładnie zobrazował wartość tonalną, osiągnął mistrzostwo w oświetlaniu i odkrył główne i kontrastujące nawierzchnie. Ponadto, starał się uchwycić esencję swoich popularnych tematów”. Jego błyskotliwe i energiczne fotografie stały się ważną częścią dziedzictwa fotografii.
W The New York Times również napisano: „Nie jest to przypadkowe, że wymyślił on «skokologię» w erze Action painting, nazywanej czasami abstrakcyjnym ekspresjonizmem, czego plony zauważymy w sztuce performance. Własny styl studia portretowego wniósł do granic możliwości, wyolbrzymiając podstawowe komponenty w taki sposób, abyśmy byli z nich bardziej świadomymi, jak np.: zaufanie, jakie musi istnieć między fotografem a przedmiotem; ułamkowo-sekundowy «ruch», który uchwyci każdy aparat; niekontrolowane objawienie postaci; jak i też moment wzbicia, który jest okazją dla fotografa.”
Na 1 lutego 2022 planowana jest premiera pierwszej, oficjalnej biografii o fotografie zatytułowanej „Philippe Halsman: A Photographer’s Life” autorstwa Henry’ego Leutwylera, współpracując z Markiem Lubellem oraz z członkami rodziny Halsmana – córką, Ireną Halsman, i z wnukiem, Oliverem Halsmanem Rosenbergiem.

## Fotografie Halsmana w muzeach
Zdjęcia fotografa znajdują się w następujących muzeach:

- Museum of Modern Art
- Metropolitan Museum of Art
- National Museum of American History
- George Eastman Museum
- Tokyo Photographic Art Museum
- International Center of Photography
- San Francisco Museum of Modern Art
- Brooklyn Museum
- Brooklyn Museum
- Muzeum Sztuki w Denver
- Muzeum Salvadora Dalí
- Worcester Art Museum
- New Orleans Museum of Art
- Yale University Art Gallery
- Museum of Fine Arts, Houston
- Norton Simon Museum
- J. Paul Getty Museum
- Muzeum Wiktorii i Alberta

## Nagrody
Opracowane według źródeł:

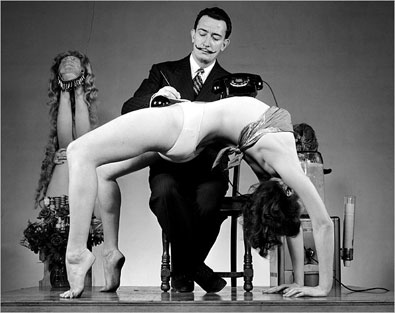
Fotografia Halsmana przedstawiającego Dalego (1954)

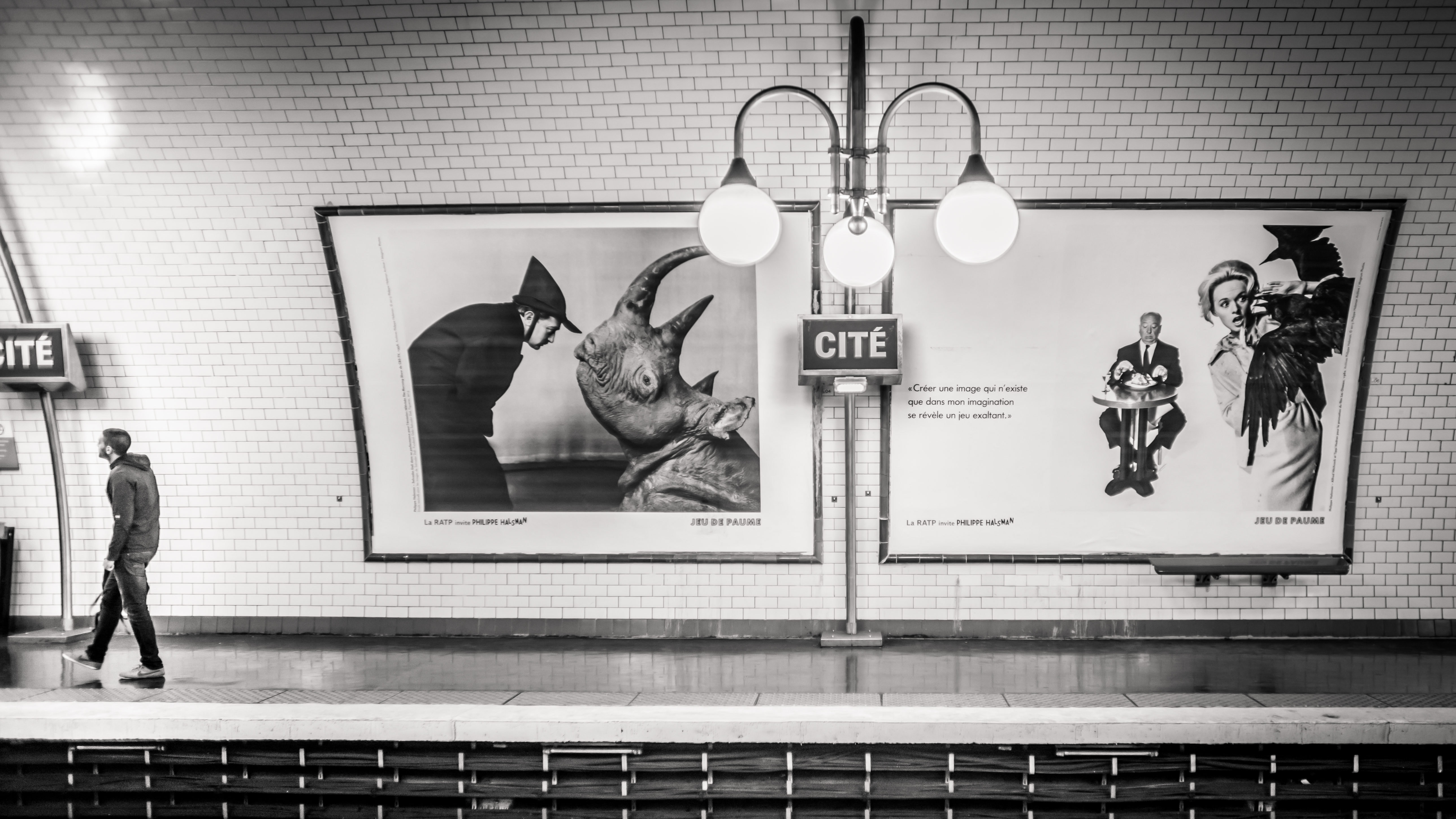
Reklama wystawy Jeu de Paume w paryskim metrze (2015)

- Certificate of Merit, Professional Photographers of America (1954[h])
- Award of Merit, 33rd Annual National Exhibition of Advertising and Editorial Art and Design, The Art Directors Club (1954)
- Award for Photography, Art Directors Club of Chicago, 25th Annual Exhibition (1957)
- Special Award in Recognition of Outstanding Contribution to the Art of Illustration, Society of Illustrators (1961)
- Certificate of Gratitude and Appreciation, międzynarodowa wystawa fotografii i kina Photonika w Kolonii (1963)
- The Newhouse Citation for Significant Contributions to the Field of Visual Communication, Newhouse School of Journalism, Uniwersytet w Syracuse (1963)
- Certificate of Achievement, The Artists Guild of Philadelphia (1964)
- Photographic Excellence Special Award, wystawa światowa New York World’s Fair (1964–1965)
- The Golden Plate, Academy of Achievement (1967)
- Certificate of Merit, Art Directors Club of New York 49th Annual Exhibition (1969)
- 100th LIFE cover (1970)
- Life Achievement in Photography Award, American Society of Magazine Photographers (1975)
- The Photographic Administrators Award for Outstanding Contributions to Photographic Education (1975)
- Honored Photographer, International Center of Photography – 10th Anniversary Celebration (1984)
- Art Directors Club (NY) 70th Annual Merit Award In Quest of Dali (1991)
- Grateful Appreciation Medallion, National Portrait Gallery, Smithsonian Institution (1999)

## Publikacje

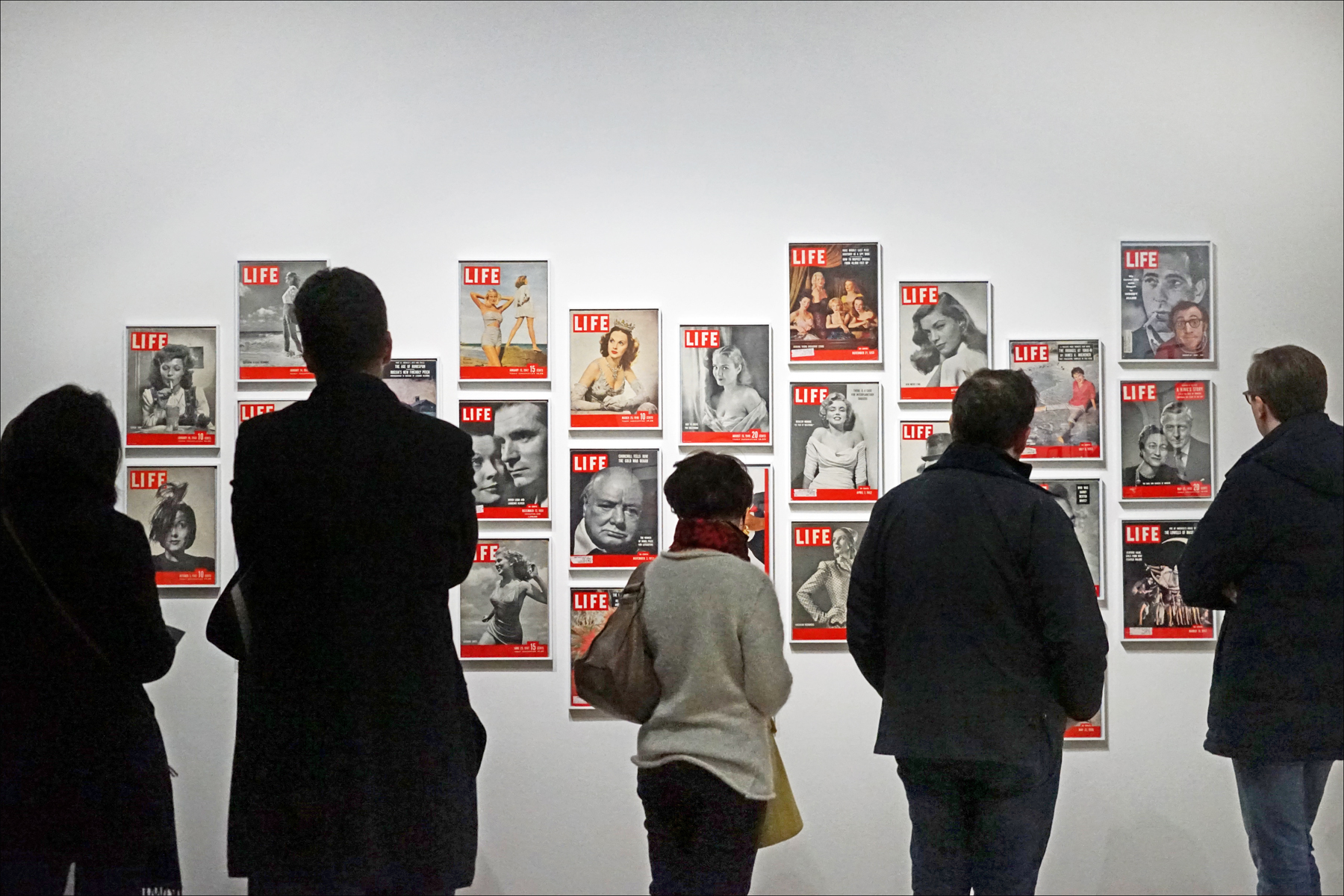
Wystawa Astonish Me! A Retrospective w Galerie nationale du Jeu de Paume w Paryżu (2015)

- The Frenchman. A Photographic Interview with Fernandel (1949)
- Dali’s Mustache (1953)
- Philippe Halsman’s Jumpbook (1959)
- Halsman on the Creation of Photographic Ideas (1961)
- Sight and Insight (1972)

## Wystawy
Opracowane według źródeł:

### Indywidualne
- Potraits et Nus w La Galerie de la Pléiade w Paryżu (1936)
- The Elite of Russia 49th International Salon of Photographic Art, Carnegie Institute Galleries w Pittsburghu (1962)
- Philippe Halsman, Smithsonian Photography Gallery w Waszyngtonie (1963)
- Sight and Insight w Tokio (1973)
- Halsman Retrospective, International Center of Photography w Nowym Jorku (1979)
- Philippe Halsman, Stephen White Gallery w Los Angeles (1979)
- The Un-Retouched Halsman, Neikrug Galleries w Nowym Jorku (1980)
- Philippe Halsman, ArtCenter College of Design w Pasadenie (1982)
- Portraits, Galerie Zur Stockeregg w Zurychu (1985)
- 101 Covers of LIFE, Drew University w Madison (1985)
- Philippe Halsman: A Retrospective, PaineWebber Gallery w Nowym Jorku (1986)
- Halsman Photographs Warhol, Nahan Gallery w Nowym Jorku (1989)
- Philippe Halsman, LIFE Gallery of Photography w Nowym Jorku (1989)
- A New Look at Halsman: The Life Magazine Years, Staley-Wise Gallery w Nowym Jorku (1991)
- Dali’s Schnurrbart, Galerie zur Stockeregg w Zurychu (1991)
- Dali by Halsman, Southeast Museum of Photography w Daytona Beach (1993)
- Dali’s Mustache, Curatorial Assistance Touring Exhibition (1995–2002)[85]
- Philippe Halsman: A Retrospective, National Portrait Gallery w Waszyngtonie (1998)
  - Pracę również wystawiono w:
    - Center for Creative Photography w Tucsonie (1999)
    - Currier Museum of Art w Manchesterze (2000)
    - Hôtel de Sully w Paryżu (2001)
    - National Portrait Gallery w Londynie (2001)
- Halsman / Dali, Howard Greenberg Gallery w Nowym Jorku (2004)
- Philippe Halsman, Galerie Stephen Hoffman w Monachium (2006)
- Halsman: Photographs from Paris in the 1930s, Poligrafiku Kulturas Nams w Rydze (2007)
- Philippe Halsman: Portraits of American Artists, Montclair Art Museum w New Jersey (2007)
- Jump, Laurence Miller Gallery w Nowym Jorku (2010)
- Dalí By Halsman, Fundacio Gala-Salvador Dalí w Púbol (2011)[86]
- Jumping With Love, Sejong Center for the Performing Arts w Seulu (2013–2014)
- Variants From Dali’s Mustache, The Dalí Theater Museum w Figueres (2016)[87]
- Halsman: Facets and Faces, °CLAIR Galerie w Monachium (2016–2017)[88]
- Philippe Halsman: Jump, Jewish Museum and Tolerance Center w Moskwie (2017)[89]
- Astonish Me! A Retrospective (kuratorzy wystawy: Anne LaCoste i Sam Stourdzé), Musée de l’Elysée w Lozannie (2014)[90][91]
  - Pracę również wystawiono w:
    - Jeu de Paume w Paryżu (2015–2016)
    - Kunsthal w Rotterdamie (2016)
    - CaixaForum w Barcelonie (2016)
    - Musée national des beaux-arts du Québec w Québec (2017)
- Dalí/Halsman (kurator wystawy: Elliott King), Morohashi Museum of Modern Art w Fukushimie (planowane na 24 kwietnia 2021 do 27 czerwca 2021)[92]

### Grupowe
- Photographie Contemporaine, Musée des Arts Décoratifs w Paryżu (1936)
- Portraits d’Ecrivains, Galerie de la Pleiade w Paryżu (1937)
- La Parisienne de 1900 à 1937, Galerie de la Pleiade w Paryżu (1937)
- Musicians, Museum of Modern Art w Nowym Jorku (1948)
- Memorable LIFE Photographs, Museum of Modern Art w Nowym Jorku (1951)
- Women, Overseas Press Club w Nowym Jorku (1956)
- Photographs From the Museum Collection (wyselekcjonowane przez Edwarda Steichena), Museum of Modern Art w Nowym Jorku (1958)
- Photokina: International Photo and Cinema Exhibition w Kolonii (1963)
- Pre-Pop: Dali-Halsman, The Gallery of Modern Art w Nowym Jorku (1967)
- documenta 6, muzeum Fridericianum (1977)[93]
- Photography USA, United States Information Agency (1977)
- Art About Art, Whitney Museum of American Art w Nowym Jorku (1978)
- Photos from the Sam Wagstaff Collection, Corcoran Gallery of Art w Waszyngtonie (1978)
- LIFE: The First Decade 1936-1945, Grey Art Gallery w Nowym Jorku (1979)
- Fleeting Gestures: Dance Photographs, International Center of Photography w Nowym Jorku (1980)
- Polaroid Photographs, Clarence Kennedy Gallery w Cambridge (1983)
- LIFE The Second Decade: 1946-1955, Life Gallery of Photography w Nowym Jorku (1984)
- Magnum Photographs from the Archives 1932–1967, Pace/MacGill Gallery w Nowym Jorku (1985)
- Flashback: The Fifties, Bonni Benrubi Gallery w Nowym Jorku (1988)
- LIFE: Through the Sixties, International Center of Photography w Nowym Jorku (1989)
- Photo 89, Nieuwe Kerk w Amsterdamie (1989)
- Hollywood: Identity Under the Guise of Celebrity, Art Center College of Design w Pasadenie (1992)
- Les Annees 60, Salon du Livre et de la Presse w Genewie (1992)
- Jean Cocteau, a Photo Biography, French Cultural Services w Nowym Jorku (1992)
- 100 Years of Broadway, International Center of Photography w Nowym Jorku (1993)
- Fashion, Galerie zur Stockeregg w Zurychu (1994)
- Magnum Cinema, Royal Festival Hall w Londynie (1995)
- A Year in the World: 1968, Magnum Photographs, Newseum w Nowym Jorku (1998)
- Innovation / Imagination, Ansel Adams Center w San Francisco (1999)
- Dali, Mitsukoshi Museum of Art w Tokio (1999)
- Marilyn: Life of a Legend, County Hall Gallery w Londynie (2003)
- Photojournalism 1930–70, Muzeum Wiktorii i Alberta w Londynie (2003)
- Dali und die Magier der Mehrdeutigkeit, Museum Kunstpalast w Düsseldorfie (2003)
- Jump! Photographers get off the ground, National Gallery of Australia, Australijskie Terytorium Stołeczne (2003)
- A Clear Vision, Haus der Photographie w Hamburgu (2004)
- Women of Our Time, Long Beach Museum of Art w Long Beach (2004)
- Marilyn Monroe Photographs, Muzeum Sztuki w Tel Awiwie (2004)
- Made in the Shade, Pace/MacGill Gallery w Nowym Jorku (2005)
- Dali Retrospective, Philadelphia Museum of Art w Filadelfii (2005)
- Sight and Insight: The Quest for Hidden Truth, ARTEF Galerie für Kunstfotografie w Zurychu (2005)
- I Wanna Be Loved By You, Brooklyn Museum w Nowym Jorku (2005)
- Looking at LIFE, Galerie Stephen Hoffman w Monachium (2005)
- 64 Degrees of Separation, New Orleans Museum of Art w Nowym Orleanie (2005)
- Superstars – Das Prinzip Prominenz in der Kunst – Von Warhol bis Madonna, Kunsthalle Wien w Wiedniu (2006)
- Marilyn – Legende, Mythos und Ikone, Kunsthaus Hamburg (2006)
- Marilyn, Staley-Wise Gallery w Nowym Jorku (2006)
- The Sexy Mediterranean, Duncan Miller Gallery w Los Angeles (2006)
- Dali: Painting and Film, Museum of Modern Art w Nowym Jorku (2008)
- Magnum Photos: 60 years, Stedelijk Museum w Amsterdamie (2008)
- Old Masters, Galerie‘t Fotokabinet w Amsterdamie (2008)
- Famous People, Galerie Sho Contemporary Art w Tokio (2008)
- Street & Studio, Tate Modern w Londynie (2008)
- Unknown Halsman, Magnum Gallery w Paryżu (2008)
- 9 Decades of Fashion Photography, CAMERA WORK Photogallery w Berlinie (2008)
- An Enduring Friendship: Ansel Adams and Georgia O’Keeffe, Scott Nichols Gallery w San Francisco (2009)
- New Acquisitions, Museum of Modern Art w Nowym Jorku (2009)
- Le Paradis, ou Presque: Los Angeles [1865–2008], Musée de l’Elysée w Lozannie (2009)
- Grace Kelly, Kurpfälzisches Museum w Heidelbergu (2010)
- Faces of our Times, Atlas Gallery w Londynie (2010)
- 15 Minutes of Fame: Portraits from Ansel Adams to Andy Warhol, Orange County Museum of Art w Newport Beach (2010)
- Past (Present) Future II, Laurence Miller Gallery w Nowym Jorku (2010)
- Human Images of 20th Century, Tokyo Photographic Art Museum w Tokio (2010)
- Dali: The Late Work, High Museum of Art w Atlancie (2011)
- Let Your Motto Be Resistance: African American Portraits, North Carolina University Art Museum (2011)
- Picturing Marilyn, Milk Gallery w Nowym Jorku (2011)
- Beauty Culture, Annenberg Space for Photography w Los Angeles (2011)
- Oeuvres Choisies, Magnum Gallery w Paryżu (2011)
- Making Faces, Portland Museum of Art w Portland (2012)
- Magnum Contact Sheets, International Center of Photography w Nowym Jorku (2012)
- Dali, Centre Georges Pompidou w Paryżu (2012)
- Les Ateliers de Dali, Fundacio Salvador Dali w Púbolu (2013)
- Dali Up Close, Winnipeg Art Gallery (2014)[94]
- On The Move, CLair Gallerie, VDA Headquarters w Berlinie (2015)[95]
- Portrait(s), Festiwal fotograficzny w Vichy (2019)[96]
- Isrealites CLair Gallerie, Jewish Museum of Switzerland w Bazylei (2019)[97]
- The Body Observed, Sainsbury Centre for Visual Arts w Norwich (2019)[98]
- The Polaroid Project: At the Intersection of Art and Technology, Amon Carter Museum of American Art w Fort Worth (2017–2020)[99]
- Proof: Photography in the Era of the Contact Sheet (katalog wystawy Petera Galassiego), Cleveland Museum of Art (2020)[100]
- Déclics Analoqiques, CLAIR Galerie z Galerie Catherine Issert w Saint-Paul-de-Vence (21 grudnia 2019 – 15 lutego 2020)[101][102]

## Dyskografia

### Albumy
Poniżej wymienione są albumy, w których wykorzystano fotografie Halsmana.
| Rok      | Tytuł                                                              | Gatunek                  | Autor                                                                        | Wytwórnia                                  | Źródło  |
| -------- | ------------------------------------------------------------------ | ------------------------ | ---------------------------------------------------------------------------- | ------------------------------------------ | ------- |
| 1955     | Piano Music                                                        | muzyka poważna           | Robert Casadesus; kompozycja Claude’a Debussyego                             | Columbia Masterworks Records               | [ 103 ] |
| 1957     | South Pacific With Original Broadway Cast                          | album musicalu           | Mary Martin, Ezio Pinza, duet Rodgers i Hammerstein                          | Columbia Masterworks Records               | [ 103 ] |
| 1958     | Je T’aime... I Love You                                            | muzyka pop               | Jony James z David Terry And His Orchestra                                   | MGM Records                                | [ 103 ] |
| 1959     | Meyer Davis Plays „Redhead” For Dancing                            | muzyka pop               | Meyer Davis                                                                  | RCA Records                                | [ 103 ] |
| 1959     | Love Is A Season                                                   | jazz, pop                | Eydie Gormé                                                                  | ABC Records                                | [ 103 ] |
| 1959     | Gormé Sings Showstoppers                                           | pop                      | Eydie Gormé                                                                  | ABC Records                                | [ 103 ] |
| 1961     | Krapp’s Last Tape – A Play By Samuel Beckett With Donald Davis     | nie muzyczny             | Samuel Beckett                                                               | Spoken Arts                                | [ 103 ] |
| 1962     | Bad But Beautiful                                                  | jazz, pop                | Eartha Kitt                                                                  | MGM Records                                | [ 103 ] |
| 1966     | Louis                                                              | jazz                     | Louis Armstrong                                                              | Mercury Records                            | [ 103 ] |
| 1967     | The Seven States Of Consciousness (Recorded Live Los Angeles 1967) | nie muzyczny             | Maharishi Mahesh Yogi                                                        | Pacific Jazz Records                       | [ 103 ] |
| 1967     | So Much For Dreaming                                               | muzyka folkowa           | Ian & Sylvia                                                                 | Vanguard Records                           | [ 103 ] |
| 1967     | Horowitz In Concert (Recorded At His 1966 Carnegie Hall Recitals)  | muzyka poważna           | Vladimir Horowitz                                                            | Columbia Masterworks Records               | [ 103 ] |
| 1968     | The Best Of Ian & Sylvia                                           | muzyka folkowa           | Ian & Sylvia                                                                 | Vanguard Records                           | [ 103 ] |
| 1971     | The Joy Of Feeling Fit                                             | nie muzyczny (audiobook) | Nicholas Kounovsky                                                           | brak                                       | [ 103 ] |
| 1973     | Speaking Personally... Aldous Huxley                               | nie muzyczny (wywiad)    | Aldous Huxley                                                                | Caedmon Audio                              | [ 103 ] |
| 1974     | The Contemporary Ballad Book                                       | muzyka folkowa           | Joan Baez                                                                    | Vanguard Records                           | [ 103 ] |
| 1979     | Remember Marilyn                                                   | jazz, pop                | Marylin Monroe                                                               | 20th Century Fox Records                   | [ 103 ] |
| 1982     | Hommage                                                            | nie muzyczny             | Jean Giraudoux, Louis Jouvet                                                 | Disques Adès                               | [ 103 ] |
| 1983     | L’Intramontabile Mito Di Marilyn                                   | pop                      | Marylin Monroe                                                               | RCA Records                                | [ 103 ] |
| 1990     | Hold Me Now / Grand Hotel                                          | indie rock               | Jesse Garon & The Desperadoes                                                | Avalanche Records                          | [ 103 ] |
| 1992     | The California Concerts                                            | jazz                     | Louis Armstrong                                                              | Decca Jazz                                 | [ 103 ] |
| 1995     | The Phoenix                                                        | house                    | God Within                                                                   | Hardkiss                                   | [ 103 ] |
| 1996     | Yes – A Scott Hardkiss Mix                                         | house                    | Scott Hardkiss                                                               | Hardkiss                                   | [ 103 ] |
| 2004     | Kate Spade Music                                                   | bossa nova               | Beaumont                                                                     | brak                                       | [ 103 ] |
| 2012     | Collected Cool                                                     | jazz                     | Dean Martin                                                                  | Universal Music Enterprises, Hip-O Records | [ 103 ] |
| nieznany | Concerto N°21 En Ut Majeur Pour Piano Et Orchestre K 467           | muzyka poważna           | Robert Casadesus, Charles Münch z Filharmonią Nowojorską; kompozycja Mozarta | Columbia Records                           | [ 103 ] |
| nieznany | Waltzes                                                            | muzyka poważna           | Alexander Brailowsky; kompozycja Chopina                                     | Philips Records                            | [ 103 ] |
| nieznany | Pages Choisies                                                     | nie muzyczny             | Jean Giraudoux                                                               | L’Encyclopédie Sonore                      | [ 103 ] |

### Albumy niemuzyczne
Poniżej wymienione są albumy Halsmana z dodatkowymi autorami.
| Rok      | Tytuł                                      | Rodzaj    | Wytwórnia         | Dodatkowi autorzy | Źródło  |
| -------- | ------------------------------------------ | --------- | ----------------- | --- | ------- |
| 1958     | Famous Photographers Tell How              | LP        | Candid Recordings | Weegee, Henri Cartier-Bresson, Arthur Rothstein, Bruce Downes, Tana Hoban, Bert Stern, Jacob Deschin, Ralph Baum, John Rawlings, Peter Gowland | [ 104 ] |
| nieznany | Piccoli – A Fairy Tale By Philippe Halsman | LP, album | Spoken Arts       | Siobhan McKenna | [ 104 ] |

## Filmografia

### Camera and Electrical Department
| Rok  | Tytuł                                          | Gatunek             | Informacje                  | Źródło  |
| ---- | ---------------------------------------------- | ------------------- | --------------------------- | ------- |
| 1965 | The Eleanor Roosevelt Story                    | dokumentalny        | fotosista: zdjęcie tytułowe | [ 105 ] |
| 1988 | John Huston: The Man, the Movies, the Maverick | dokumentalny        | fotosista                   | [ 105 ] |
| 2006 | American Masters                               | serial dokumentalny | fotosista – 1 odcinek       | [ 105 ] |
| 2012 | Z pamiętnika Marilyn Monroe                    | dokumentalny        | fotosista                   | [ 105 ] |

### Additional Crew
| Rok  | Tytuł            | Gatunek             | Informacje                     | Źródło  |
| ---- | ---------------- | ------------------- | ------------------------------ | ------- |
| 1994 | American Masters | serial dokumentalny | zdjęcia archiwalne – 1 odcinek | [ 105 ] |

### Podziękowania
| Rok  | Tytuł                        | Gatunek             | Informacje                                | Źródło  |
| ---- | ---------------------------- | ------------------- | ----------------------------------------- | ------- |
| 2004 | American Masters             | serial dokumentalny | podziękowania – 1 odcinek                 | [ 105 ] |
| 2013 | Sekretne życie Waltera Mitty | komedia             | zdjęcia dzięki uprzejmości Magnum Photos  | [ 105 ] |
| 2015 | Secrets of Einstein’s Brain  | dokumentalny        | specjalne podziękowania dla Magnum Photos | [ 105 ] |

### On sam
| Rok  | Tytuł                       | Gatunek                          | Informacje                                 | Źródło  |
| ---- | --------------------------- | -------------------------------- | ------------------------------------------ | ------- |
| 1952 | Omnibus                     | serial telewizyjny               | oddział fotografii                         | [ 105 ] |
| 1959 | Tonight Starring Jack Paar  | program telewizyjny              | wystąpił w odcinku #3.48                   | [ 105 ] |
| 1960 | Person to Person            | telewizyjny program dokumentalny | wystąpił w odcinku #7.37                   | [ 105 ] |
| 1962 | The DuPont Show of the Week | program telewizyjny              | wystąpił w odcinku „The Beauty of a Woman” | [ 105 ] |
| 1962 | Candid Camera               | program telewizyjny              | wystąpił w dwóch odcinkach                 | [ 105 ] |
| 1965 | Dali in New York            | dokumentalny                     | wystąpił jako fotograf Daliego             | [ 105 ] |
| 1972 | The Mike Douglas Show       | program telewizyjny              | wystąpił w odcinku #12.60                  | [ 105 ] |

### Materiały archiwalne
| Rok  | Tytuł                              | Gatunek                          | Informacje                   | Źródło  |
| ---- | ---------------------------------- | -------------------------------- | ---------------------------- | ------- |
| 2013 | Salvador Dalí: Génie tragi-comique | telewizyjny program dokumentalny | występ (nagrania archiwalne) | [ 105 ] |